# Oskar Fischer

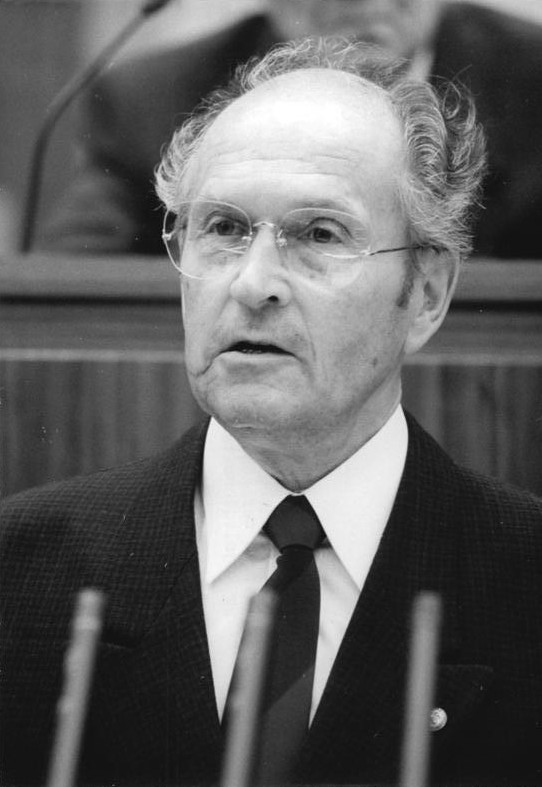
Oskar Fischer

Oskar Fischer (Asch, 19 maart 1923 – Berlijn, 2 april 2020) was een Oost-Duits politicus. Hij was tussen 1975 en 1990 minister van buitenlandse zaken van de Duitse Democratische Republiek (DDR).
Fischer was afkomstig uit het Tsjechische Sudetenland (waar tot het eind van de Tweede Wereldoorlog veel Duitsers woonden) en volgde een opleiding als kleermaker. Tijdens de Tweede Wereldoorlog was hij soldaat in de Wehrmacht. De jaren 1944 tot 1946 bracht hij door in Sovjet-Russische krijgsgevangenschap. Na de oorlog ging hij naar Sovjet-bezettingszone in Duitsland en werd lid van de communistische Sozialistische Einheitspartei Deutschlands (SED) en de Freie Deutsche Jugend (FDJ). Hij was lid van de FDJ-districtsraad te Spremberg en de FDJ-landraad van Brandenburg. 
Van 1950 tot 1951 was Fischer lid van de Landdag van Brandenburg en van 1951 tot 1952 lid van de Landelijke Centrale Raad van de Freie Deutsche Jugend, daarna was hij lid van de Wereldjeugd raad. Daarna was hij ambassadeur van de DDR in Bulgarije (1955-1959) en sectorleider bij het Centraal Comité van de SED. Hij bezocht daarna een opleiding tot diplomaat aan de partijhogeschool te Moskou (1962-1965). Van 1965 tot 1975 was hij staatssecretaris van Buitenlandse Zaken. Van 1971 tot 1989 was hij lid van het Centraal Comité van de SED.
Na het overlijden van Otto Winzer werd Fischer op 20 januari 1975 minister van Buitenlandse Zaken van de DDR. Hij onderhield vooral de contacten tussen de DDR en de niet-communistische landen, zoals de Bondsrepubliek Duitsland.
In 1983 werd hij onderscheiden met de Karl-Marx Orde.
Op 12 april 1990 werd hij als minister opgevolgd door Markus Meckel (SDP).
- Gemeinsame Normdatei: 137456603
- International Standard Name Identifier: 0000 0001 2132 4774
- Library of Congress Control Number: n78066419
- Nationale Bibliotheek van Polen: a0000002167585
- Nederlandse Thesaurus van Auteursnamen: 070478813
- SNAC: w6jn52sc
- Système universitaire de documentation: 117036013
- Virtual International Authority File: 274065423